# ダイアン・サリンジャー
ダイアン・サリンジャー（Diane Salinger,  1951年1月25日 - ）は、アメリカ合衆国の女優である。

## 来歴
1951年、デラウェア州ウィルミントンに生まれる。ニューヨークのコロンビア大学で演劇を学び、1985年にホラー映画『クリーチャー』で映画デビューを果たす。同年、ティム・バートンが長編映画の監督デビュー作を飾った『ピーウィーの大冒険』へも出演し、ポール・ルーベンス演じるピーウィー・ハーマンの相手役を演じている。ちなみに再びバートンが監督した『バットマン・リターンズ』へ出演した際には、ペンギンの両親役で再びポール・ルーベンスと共演している。その後も、テレビドラマや映画などで着実にキャリアを重ね、現在も精力的に女優活動を続けている。

## 出演作品

### 映画
- クリーチャー Creature (1985)
- ピーウィーの大冒険 Pee-wee's Big Adventure (1985)
- モーニングアフター The Morning After (1986)
- ギャングランド/カポネが最も恐れた男 The Verne Miller Story (1987)
- Right to Die (1987) ※テレビ映画
- バード Bird (1988)
- Maybe Baby (1988) ※テレビ映画
- Street of Dreams (1988)
- アリス Alice (1990)
- 夢の降る街 The Butcher's Wife (1991)
- シビル・シェパードの女探偵ウェザース Stormy Weathers (1992) ※テレビ映画
- バットマン・リターンズ Batman Returns (1992)
- Venice/Venice (1992)
- Unbecoming Age (1992)
- Last Summer in the Hamptons (1995)
- スカーレット・レター The Scarlet Letter (1995)
- ワン・ナイト・スタンド One Night Stand (1995)
- Guy (1996)
- The Kid with X-ray Eyes (1999) ※テレビ映画
- The Auteur Theory (1999)
- Power Rangers Lightspeed Rescue - Titanium Ranger: Curse of the Cobra (2000) ※ビデオ作品
- Power Rangers Lightspeed Rescue: Neptune's Daughter (2000) ※ビデオ作品
- ゴーストワールド Ghost World (2001)
- Power Rangers Lightspeed Rescue: The Queen's Wrath (2001) ※ビデオ作品
- アメリカン・ドリーム/ 二つの祖国 Almost a Woman (2002)
- Love's Long Journey (2005)
- レストストップ デッドアヘッド Rest Stop (2006) ※ビデオ作品
- アルマゲドン20XX 20 Years After (2008)
- レストストップ2 ドント・ルック・バック Rest Stop: Don't Look Back (2008) ※ビデオ作品
- The Telling (2009)
- ダーク・ハウス 戦慄迷館 Dark House (2009)
- Queen of the Lot (2010)
- テリー Terri (2011)
- Just 45 Minutes from Broadway (2012)
- 道化死てるぜ! Stitch (2014)

### テレビドラマ
- George Burns Comedy Week (1985)
- 鷲の翼に乗って On Wings of Eagles (1986)
- St. Elsewhere (1987)
- ホークと呼ばれた男 A Man Called Hawk (1989)
- ロー&オーダー Law & Order (1990)
- L.A.ロー 七人の弁護士 L.A. Law (1991)
- Mann & Machine (1992)
- Civil Wars (1992)
- ジェシカおばさんの事件簿 Murder, She Wrote (1994)
- スタートレック:ディープ・スペース・ナイン Star Trek: Deep Space Nine (1995, 1997)
- NYPDブルー NYPD Blue (1995)
- Women: Stories of Passion (1996)
- ER緊急救命室 ER (1998)
- 絹の疑惑 シルク・ストーキング Silk Stalkings (1998)
- パワーレンジャー・ライトスピード・レスキュー Power Rangers Lightspeed Rescue (2000)
- チャームド Charmed (2002)
- ラリーのミッドライフ★クライシス Curb Your Enthusiasm (2002)
- カーニバル Carnivàle (2003 - 2005)
- ママと恋に落ちるまで How I Met Your Mother (2006)
- ザ・ヤング・アンド・ザ・レストレス The Young and the Restless (2008)
- CSI:科学捜査班 CSI: Crime Scene Investigation (2009)
- Salem (2014)

### ビデオゲーム
- パワーレンジャー・ライトスピード・レスキュー Power Rangers Lightspeed Rescue (2000)
- The Elder Scrolls V: Skyrim (2012)

## 参照
1. ↑  “Diane Salinger Biography”. 2014年7月30日閲覧。